# Luhovîkî, Poliske
Luhovîkî (în ucraineană Луговики) este localitatea de reședință a comunei Luhovîkî din raionul Poliske, regiunea Kiev, Ucraina.

## Demografie
Componența lingvistică a localității Luhovîkî
     Ucraineană (97,13%)
     Rusă (2,11%)
     Alte limbi (0,76%)
Conform recensământului din 2001, majoritatea populației localității Luhovîkî era vorbitoare de ucraineană (97,13%), existând în minoritate și vorbitori de rusă (2,11%).